# Hotel Ruanda
Hotel Ruanda (ang. Hotel Rwanda) – oparty na faktach dramat filmowy z 2004 roku w reżyserii Terry’ego George’a. Wyprodukowany w koprodukcji brytyjsko-amerykańsko-włosko-południowoafrykańskiej. Zdjęcia kręcono w Kigali i Johannesburgu.
Przez krytyków obraz nazwany został "afrykańską Listą Schindlera".

## Fabuła
Akcja filmu oparta jest na faktach. Opowiada o Paulu Rusesabaginie – dyrektorze czterogwiazdkowego hotelu Mille Collines w Kigali. Paul (Don Cheadle), członek grupy etnicznej Hutu, jest mężem Tatiany (Sophie Okonedo) wywodzącej się spośród Tutsi. Jego dzieci również przynależą do Hutu, bowiem w kulturze Ruandy pochodzenie przechodzi od ojca. Jednak, pomimo trwających od początku lat 90. walk pomiędzy dwiema głównymi grupami etnicznymi, Rwanda żyje we względnym spokoju, mieszane małżeństwa, przyjaźnie pomiędzy Hutu i Tutsi są normalnością.
Wkrótce zakończyć mają się ONZ-owskie rokowania pokojowe pomiędzy rebeliantami Tutsi i rządem będącym w rękach Hutu. Jednak 6 kwietnia 1994 r., podczas lądowania w Kigali, zestrzelony zostaje samolot przewożący prezydenta Juvénal Habyarimana. O inspirowany prawdopodobnie przez fanatyków Hutu zamach, posądzeni zostają rebelianci Tutsi. Zaczyna się najbardziej krwawy w historii Afryki dramat, nazwany później ludobójstwem w Rwandzie. Trwające około 100 dni masowe mordy Tutsi dokonywane przez członków Interahamwe dosięgają również dzielnicę Kigali, w której mieszkają Rusesabaginowie.
Paul staje się dla swoich sąsiadów spośród Tutsi jedyną możliwością ocalenia i naturalnym przywódcą. Przekupuje on dowódcę bojówki Interhamwe i dzięki temu ucieka wraz z rodziną i sąsiadami do hotelu, którym kieruje. Hotel staje się powoli schronieniem dla coraz większej liczby cywilów. Schronienie w nim, dzięki Rusesabaginie, znalazło 1268 ludzi. Dzięki znajomościom z hotelu Mille Collines oraz z hotelu Diplomat, którym Paul kierował wcześniej, udaje mu się uzyskiwać najpotrzebniejszą pomoc bądź ze strony wojsk rządowych, bądź żołnierzy misji pokojowej ONZ.
Jednak ani generał rwandyjskiej armii – Augustin Bizimungu (Fana Mokoena), którego Paul przekupuje bądź stara się zastraszyć, ani dowódca sił pokojowych, wchodzących w skład misji UNAMIR – pułkownik Oliver (Nick Nolte), nie są w stanie zapewnić im całkowitego bezpieczeństwa.
W końcu Rusesabaginowie wraz z resztą uchodźców opuszczają hotel w ONZ-owskim konwoju, któremu udaje się przejechać na tereny kontrolowane przez Tutsi, gdzie znajduje się obóz dla uchodźców. Tam udaje im się odnaleźć bratanice Tatiany i wraz z nimi bezpiecznie opuścić Rwandę.

## Obsada
- Don Cheadle jako Paul Rusesabagina
- Sophie Okonedo jako Tatiana Rusesabagina
- Nick Nolte jako pułkownik Oliver (postać ukazująca Roméo Dallaire).
- Fana Mokoena jako generał Augustin Bizimungu
- Cara Seymour jako pani Pat Archer
- Joaquin Phoenix jako dziennikarz Jack Daglish
- Mothusi Magano jako Benedict
- Jean Reno jako prezes linii lotniczych Sabena (właścicieli hotelu) – Pan Tillens
- Desmond Dube jako Dube
- Hakeem Kae-Kazim jako George Rutaganda
- Roberto Citran jako ksiądz

## Nagrody
Nominacje do Oscarów:
- w kategorii najlepszy aktor: Don Cheadle
- w kategorii najlepsza aktorka drugoplanowa: Sophie Okonedo
- w kategorii najlepszy scenariusz oryginalny: Terry George i Keir Pearson